# Westfield (Schiff)
Die Westfield war ein Raddampfer, der von 1862 bis 1871 im New Yorker Hafen auf der Fährverbindung Staten Island Ferry eingesetzt wurde und zwischen Manhattan und Staten Island pendelte. Sie war Teil einer größeren Gruppe von Fähren, die für die Staten Island Railway operierte und eine wichtige Verkehrsverbindung auf dem Wasserweg innerhalb von New York darstellte.
Am 30. Juli 1871 ereignete sich am Staten Island Ferry Terminal in Manhattan eine Katastrophe, als es an Bord der Westfield  zu einer Kesselexplosion kam. 125 Menschen kamen beim schwersten Fährunglück im New Yorker Hafen ums Leben.

## Die Fähre
Seit der Mitte des 19. Jahrhunderts entwickelte sich Staten Island sehr schnell und wurde immer weiter erschlossen. Fähren wurden zu einer immer wichtigeren Verbindung zwischen den einzelnen Stadtteilen und die Zahl der Fahrgäste nahm stetig zu. Eine der wichtigsten Verbindungen war die Staten Island Ferry, die Staten Island mit Manhattan verband und ihren Betrieb 1817 als Richmond Turnpike Company aufgenommen hatte. Der schlechte Zustand der teilweise sehr alten Schiffe und der beschränkte Fahrplan wurden aber zunehmend kritisiert.
Durch die Eröffnung der Staten Island Railway im Jahr 1860 nahm der Verkehr auf der Linie weiter zu. Die Anlegestellen dieser bis heute bestehenden Fährverbindung befanden sich damals schon am South Ferry Terminal an der Whitehall Street beim Battery Park an der Südspitze Manhattans und beim Saint George Ferry Terminal auf Staten Island, wo Anschluss an die Staten Island Railway bestand.
Um das gestiegene Verkehrsaufkommen bewältigen zu können, wurden neue, größere Fähren in Auftrag gegeben. Nacheinander wurden zwischen 1862 und 1864 die Doppelendfähren Westfield, Southfield, Northfield und Middletown in Dienst gestellt, die alle nach Städten des Richmond County benannt waren. Der hölzerne Raddampfer Westfield wurde 1862 auf der Werft von Jeremiah Simonson in Brooklyn gebaut und war mit 609 BRT vermessen. 

## Das Unglück
Am Sonntag, dem 30. Juli 1871, unternahm die Westfield wegen des hohen Nachmittagsverkehrs eine außerplanmäßige Zusatzfahrt. Ab 13.10 Uhr kamen in Manhattan 200 bis 300 Pendler an Bord des Schiffs. Das Kommando über die Westfield hatte Kapitän John Vreeland, der von dem Lotsen James McGee unterstützt wurde.
Da es sich um keine planmäßige Überfahrt handelte und kein Fahrplan eingehalten werden musste, ließ sich Vreeland mit dem Einschiffen Zeit. Zahlreiche Passagiere sammelten sich auf dem Bug, der Richtung Staten Island zeigte.
Die Westfield lag noch an der Anlegestelle, als um 13.30 Uhr eine gewaltige Kesselexplosion das Schiff zerriss. Der Dampfkessel und die Kohlenbunker, die sich genau unter dem Bug befanden, explodierten, rissen den Bug auf und zerstörten das komplette Deckhaus. Der Schornstein kippte um; Menschen und Wrackteile flogen in alle Richtungen und wurden Augenzeugenberichten zufolge höher in die Luft gewirbelt als der 15 Meter hohe Turm des South Ferry Terminals. Dutzende Menschen wurden in den Hudson River geschleudert und ertranken. Das Wasser war voller Trümmer und Leichen.
Sofort fand sich am Terminal eine große Menschenmenge ein. Auch Polizei, Feuerwehr und Sanitäter waren schnell in großer Zahl vor Ort. Alle zur Verfügung stehenden Fahrzeuge, Kutschen und Karren wurden zum Abtransport der Verwundeten herbeigeholt. Die zahlreichen Verletzten wurden schnellstmöglich in das Krankenhaus Park Hospital in der Centre Street gebracht, das schnell überfüllt war. Viele von ihnen starben dort. Im nahen Eastern Hotel wurden ebenfalls Überlebende untergebracht.
Das Wrack der Westfield wurde nur drei Stunden nach dem Unglück von ihrem Schwesterschiff, der Northfield, in Schlepp genommen und am Fuß der East Eighth Street festgemacht.
66 Passagiere starben durch die Explosion, etwa 200 wurden zum Teil schwer verletzt. In den folgenden Tagen erlagen weitere 59 Menschen ihren schweren Verbrennungen oder Verbrühungen, so dass sich die Zahl der Toten auf insgesamt 125 erhöhte. Es handelt sich um das bis heute schwerste Unglück in der Geschichte der Staten Island Ferry und nach der Zahl der Todesopfer um einen der schwersten Transportunfälle in New York City.

## Untersuchung
Die Unglücksursache wurde durch den United States Steamboat Inspection Service (USSIS) untersucht; der Untersuchungsbericht lag am 16. August 1871 vor. Danach war die Kesselanlage der Westfield zuletzt am 15. Juni 1871, also nur wenige Wochen vor der Tragödie, inspiziert worden und hatte die Untersuchung bestanden.  Nach der Zeugenaussage von James Braisted, dem zuständigen Fähreninspektor, war es aber üblich, in den Kesseln mehr Dampfdruck aufzubauen, als laut der Inspektionsbescheinigung erlaubt war. Der Chefingenieur der Westfield, Henry Robinson, erklärte, den Kessel nur fünf Minuten vor der Explosion überprüft zu haben. Der Druck sei in Ordnung gewesen und der Kessel sei auch mit ausreichend Speisewasser versorgt gewesen. Robinson war jedoch Analphabet und konnte daher die Inspektionsbescheinigung nicht lesen. Zudem besaß er keine Zulassung als Ingenieur. Die Tatsache, dass Robinson dunkelhäutig war, führte zu offen rassistischen Äußerungen in den New Yorker Zeitungen.
Jacob H. Vanderbilt, Präsident der Staten Island Railway und Bruder von Cornelius Vanderbilt, wurde wegen Mordes verhaftet, entging aber einer Verurteilung.